# Yulia Vasilieva
 Yulia Olegovna Vasilieva (Moscou, 6 de setembro de 1978) é uma nadadora sincronizada russa, campeã olímpica.

## Carreira
Yulia Vasilieva representou seu país nos Jogos Olímpicos de 2000, ganhando a medalha de ouro por equipes. 